# A Song to Remember
A Song to Remember (bra: À Noite Sonhamos; prt: Chopin Imortal) é um filme estadunidense de 1945, do gênero drama biográfico, dirigido por Charles Vidor para a Columbia Pictures, com roteiro de Sidney Buchman baseado numa história de Ernst Marischka que conta a vida do pianista e compositor polonês Frédéric Chopin.
Chopin (Cornel Wilde) foi dublado ao piano por José Iturbi.

## Sinopse
Por ter se recusado a tocar para um governador czarista, Chopin e seu professor são expulsos da Polônia e fogem para Paris, onde ele se apaixona pela escritora Aurore Dupin, conhecida como Georges Sand. Para ocultar esse romance proibido, eles viajam para Maiorca, cujo clima chuvoso acabaria por agravar a tuberculose que já o acometia.

## Elenco
- Cornel Wilde  ... Frédéric Chopin
- Merle Oberon  ... George Sand
- Paul Muni  ... Prof. Joseph Elsner
- Nina Foch  ... Constantia
- George Coulouris  ... Louis Pleyel
- Howard Freeman  ... Kalkbrenner
- Stephen Bekassy  ... Franz Liszt

## Prêmios e indicações
| Prêmio     | Categoria                  | Recipiente                                         | Resultado |
| ---------- | -------------------------- | -------------------------------------------------- | --------- |
| Oscar 1946 | Melhor ator                | Cornel Wilde                                       | Indicado  |
| Oscar 1946 | Melhor trilha sonora       | Miklos Rozsa, Morris Stoloff                       | Indicado  |
| Oscar 1946 | Melhor fotografia em cores | Tony Gaudio, Allen M. Davey                        | Indicado  |
| Oscar 1946 | Melhor som                 | Columbia Studio Sound Department, John P. Livadary | Indicado  |
| Oscar 1946 | Melhor história original   | Ernst Marischka                                    | Indicado  |
| Oscar 1946 | Melhor edição              | Charles Nelson                                     | Indicado  |